# Marcel Lefèvre
Pour les articles homonymes, voir Marcel Lefèvre (peintre), Marcel Lefebvre et Lefèvre (patronyme).
Marcel Lefèvre, né le 17 mars 1918 aux Andelys (Eure) et mort le 5 juin 1944 à Moscou, est un pilote français, as de l'aviation au cours de la Seconde Guerre mondiale. Il a à son actif 14 victoires aériennes dont 11 homologuées.

## Biographie
Marcel Lefèvre obtient son brevet de pilote à l'aéro-club d'Étrépagny en 1937 et entre l'année suivante dans l'armée de l'air où il décroche la même année son brevet de pilote militaire. Après un passage en qualité d'élève moniteur à Salon-de-Provence, il est affecté au groupe de chasse II/3.
Il se fait démobiliser le premier janvier 1941, préférant quitter l'armée plutôt que se battre contre les Anglais en Syrie. Ne supportant pas de rester dans une France sous l'occupation, il rejoint le groupe de chasse I/3 « Corse » à Oran en avril 1941 où il fait la connaissance d'Albert Durand et Marcel Albert.
C'est en leur compagnie qu'il s'évade le 14 octobre 1941 pour Gibraltar. En décembre 1941, il s'engage dans les Forces aériennes françaises libres (FAFL) puis est affecté dans un escadron anglais chargé de défendre Londres. Il participe par la même occasion à des missions au-dessus de la Manche et de la France occupée. 
À la création de l'escadrille Normandie-Niémen sur le front de l'Est, il se porte volontaire et rejoint l'URSS le 29 novembre. En mars 1943, il participe à ses premiers combats.
Le 28 mai 1944, il pose son avion à la suite d'une perte de pression carburant. L'avion se plaque au sol et s'enflamme sur le terrain de Doubrovska,. La combinaison de vol était imbibée de carburant. Gravement brûlé au visage, aux cuisses et aux mains, il succombe à ses blessures à l'hôpital de Moscou, le 5 juin 1944, à l'heure même où les alliés se lançaient à l'assaut des plages de sa Normandie natale. Il a été inhumé à Moscou, près des grognards de Napoléon, entouré d'honneurs en présence de ses camarades de combat et des plus hautes autorités russes et françaises. À titre posthume et sur ordre de Staline, il est fait Héros de l'Union soviétique avec l'ordre de Lénine. 
En février 1953, sa dépouille mortelle est transférée en Normandie où elle repose maintenant auprès de ses parents aux Andelys.
Par ordre général no 160 du ministre de la défense de l'URSS daté du 1er juillet 1966, l'inscription à perpétuité du lieutenant Marcel Lefevre est décidée sur l'état nominatif de la 1re escadrille du 18e régiment d'aviation de chasse de la Garde de Vitebsk appartenant à la division aérienne de chasse de Smolensk.

## Anecdotes

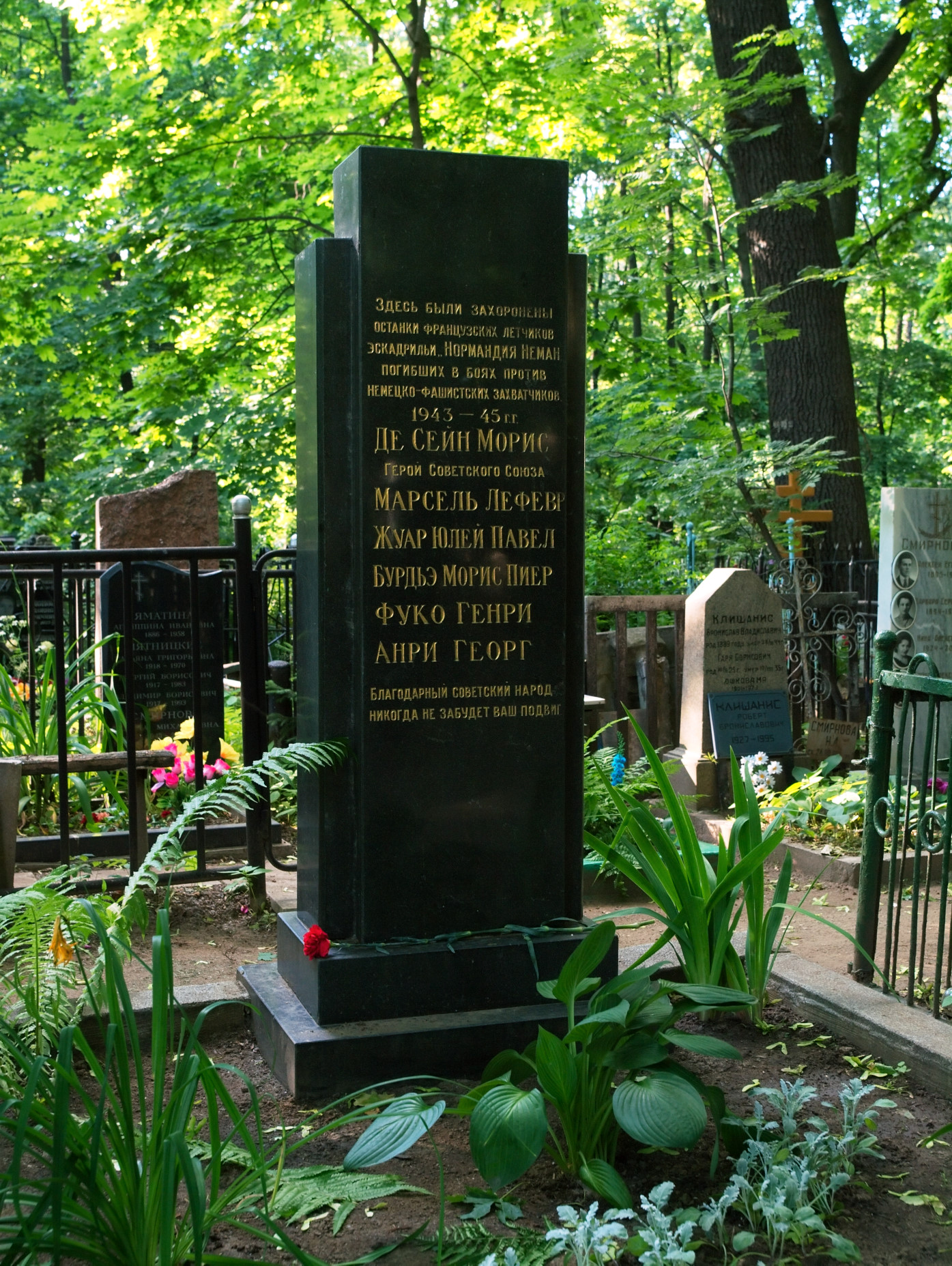
Cénotaphe en mémoire de Marcel Lefèvre et de cinq compagnons (dont Maurice de Seynes) dans le carré français du cimetière de la Présentation (Moscou)

Au Normandie-Niémen, Marcel Lefevre portait plusieurs surnoms : « le Père Magloire » en raison du personnage pittoresque, issu du folklore normand, qui orne son avion mais le plus fréquent est « la Fièvre » en raison de la passion avec laquelle il suit l'évolution du front sur une carte d'état-major épinglée sur le mur de son isba.

## Distinctions
- Chevalier de la Légion d'honneur par décret du 19 novembre 1945[7].
- Compagnon de la Libération par décret du 11 avril 1944
- Croix de guerre 1939–1945 (9 citations)
- Héros de l'Union soviétique (04.06.1945)
- Ordre de Lénine (04.06.1945)
- Ordre du Drapeau rouge (1943)
- Ordre de la Guerre patriotique de 2e classe (1943)[1]
- Médaille pour la victoire sur l'Allemagne dans la Grande Guerre patriotique de 1941-1945

## Hommages
Le 24 juillet 1980 a eu lieu sur la Base aérienne 105 Évreux-Fauville une prise d’armes marquant la cérémonie du baptême de la promotion 1980 des officiers issus du rang. Le général Vaujour, commandant des écoles de l'armée de l'air, en assurait la présidence, en présence du colonel Baratte, commandant la Base aérienne 105. En présence des plus hautes autorités civiles et militaires, Monsieur Roland Paulze d'Ivoy de La Poype, président de l’association des Anciens du « Normandie-Niemen » ayant combattu sur le front de l’est, fit un éloge dithyrambique émouvant de son compagnon d’armes Marcel Lefèvre, choisi par l’État-major de l'armée de l'air comme parrain de cette promotion.
En présence de la famille du lieutenant Lefèvre, un élève de la promotion lut la dernière citation du héros :

« Jeune Commandant d’escadrille, animé des plus belles vertus militaires et d’une absolue confiance en la victoire.

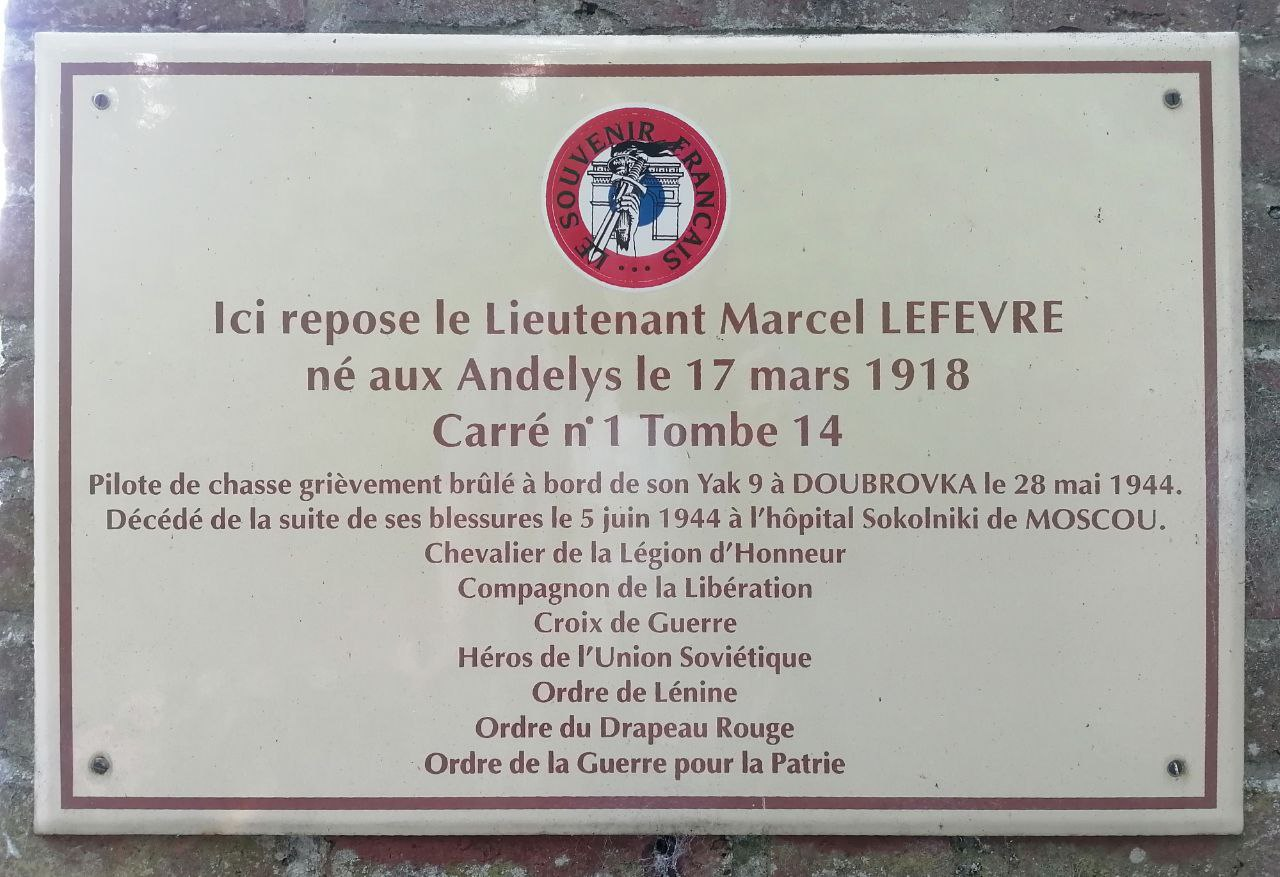
Plaque en l'honneur de Marcel Lefèvre posée à l'entrée du cimetière des Andelys.

Affecté au Groupe « Normandie » depuis sa création, en est rapidement devenu un chef de file, aimé et estimé de tous. Au cours de 128 missions de guerre, a obtenu sur le front germano-soviétique 11 victoires officielles, 3 probables et 2 avions endommagés. Le 28 mai 1944 a été grièvement brûlé dans son avion qui avait pris feu en vol au retour d’une mission de guerre dans le secteur de Vitebsk. Mort à Moscou des suites de ses blessures le 5 juin 1944. Totalisait 1300 heures de vol. A été un magnifique propagandiste en Union Soviétique où il était estimé de tous ceux qui l’ont approché et où sa réputation de bravoure, de modestie et de patriotisme s’était répandue jusqu'aux coins les plus reculés de l’immense Russie. Est et restera dans ce pays le symbole du Français qui a donné sa vie pour que la France vive. A bien mérité de la Patrie. »(in « Gazette de l'Iton », n°94, juillet-août 1980)